# Polymixis iatnana
Polymixis iatnana är en fjärilsart som beskrevs av Hermann Hacker 1996. Polymixis iatnana ingår i släktet Polymixis och familjen nattflyn. Inga underarter finns listade i Catalogue of Life.